# Tianhe-2
Tianhe-2 ali TH-2 (kitajsko: 天河-2; pinjin: tiānhé-èr; dob.: 'Heavenriver-2',  "Mlečna cesta 2") je kitajski superračunalnik, ki z zmogljivostjo 33,86 petaflopov velja za najhitrejši računalnik na svetu (2014).Nahaja se v univerzi Sun Yat-sen v mestu Guangdžou, Kitajska.Cena računalnika je okrog 390 milijonov ameriških dolarjev. 
Računalnik porablja med delovanjem 17,6 MW moči, oziroma 24 MW s hlajenjem. Operacijski sistem je Kylin Linux. Tianhe-2 ima 1375 TiB delovnega spomina in 12,4 PB shranjevalnega spomina. Skupno število jeder je 3 120 000.